# Helena Thevenot
Maria Helena Thevenot ist eine nicaraguanische Choreographin und Tänzerin, die in Miami lebt.

## Leben und Karriere
Thevenot erhielt an der University of Maryland den Grad eines Bachelors of Arts für Tanz. Ihre Master-of-Arts-Prüfung im Fach „Performance Studies“ legte sie an der Tisch School of the Arts in New York ab.
Ende der 1980er Jahre kam sie nach Miami, wo sie als Solotänzerin mit den Komponisten Gustavo Matamoros, Jon Gibson, dem Geiger und Komponisten Alfredo Triff, dem Videokünstler Benton C Bainbridge, der Filmemacherin Dinorah de Jesus Rodriguez und der Bildhauerin Lonne Sherbill-Weinstein zusammenarbeitete.
Verschiedene Stipendien ermöglichten ihr Auftritte in Deutschland, Polen, Mexiko und Nicaragua. In Japan arbeitete sie mit Kazuo Ohno, dem Begründer des Butoh, und dessen Sohn Yoshito Ohno. 1999 trat sie mit dem ExSit! Project in Deutschland und Polen auf, wo sie Werke des Butoh-Duos Itto Morita und Mika Takeuch aufführte.
Das Miami Light Project präsentierte Werke Thevenots bei den Here & Now Festivals 1996, 1999, 2001 und 2003. 2000 fand eine Aufführung ihrer Choreographie The Anatomy of Desire durch das Artemis Performing Network statt. Beim Celcit's IX International Theater Festival in Managua wurden 2003 ihre Annotations aufgeführt.
Thevenot unterrichtet international die Tanztechnik von Nancy Topf und Butoh und ist Lehrerin an der New World School des Arts Theatre Department in Miami.